# Marcilly-la-Campagne
Marcilly-la-Campagne is een gemeente in het Franse departement Eure (regio Normandië). De plaats maakt deel uit van het arrondissement Évreux. Marcilly-la-Campagne telde op 1 januari 2022 1.117 inwoners.

## Geografie
De oppervlakte van Marcilly-la-Campagne bedroeg op 1 januari 2022 19,5 vierkante kilometer; de bevolkingsdichtheid was toen 57,3 inwoners per km².

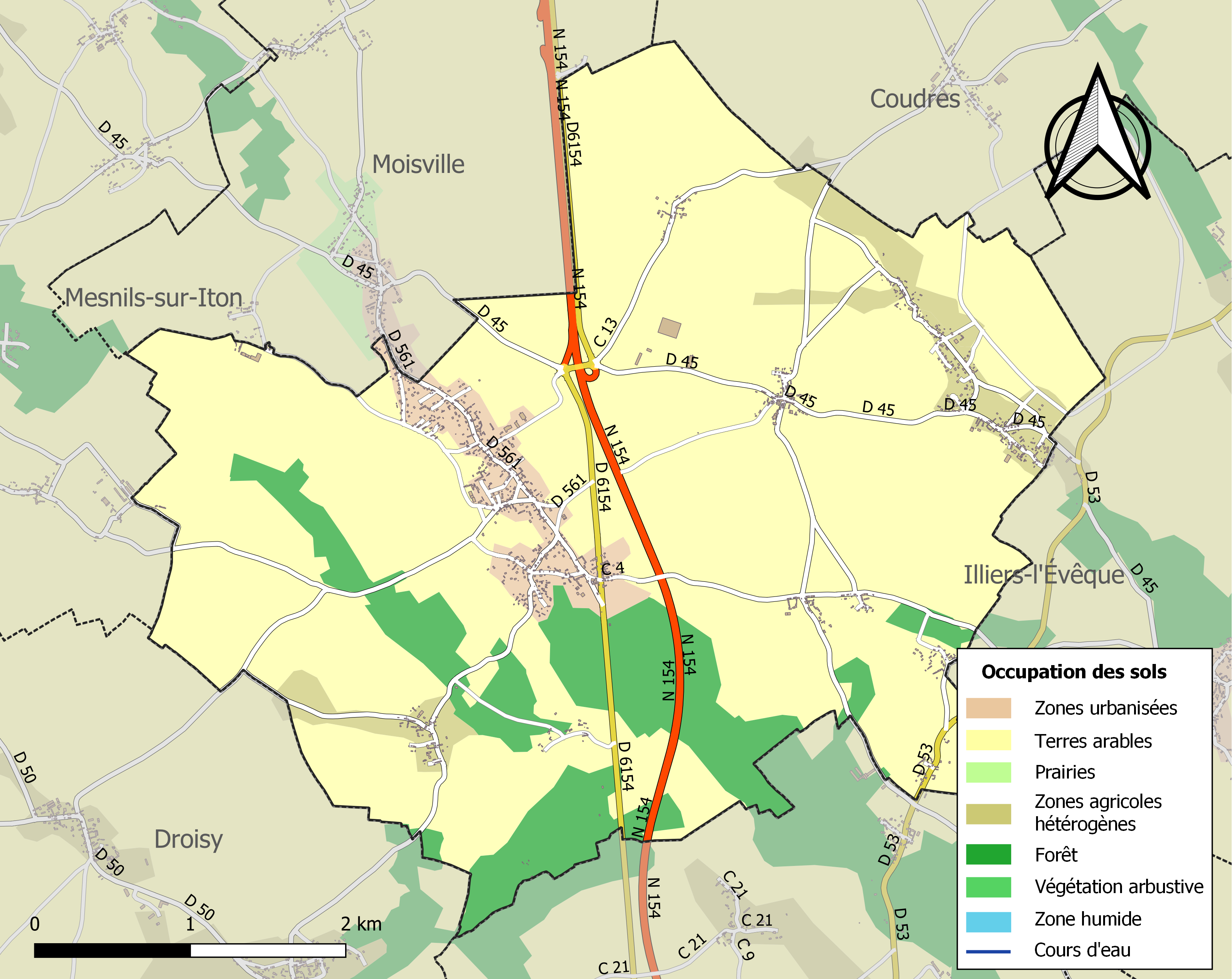
Kaart van de gemeente met belangrijkste infrastructuur, bodemgebruik en omliggende gemeenten

## Demografie
Onderstaande figuur toont het verloop van het inwonertal (bron: INSEE-tellingen).